# Skingergrundet
Skingergrundet är en ö i Finland. Den ligger i sjön Larsmosjön och i kommunen Kronoby i den ekonomiska regionen  Jakobstadsregionen  och landskapet Österbotten, i den centrala delen av landet, 400 km norr om huvudstaden Helsingfors. Öns area är 1,6 hektar och dess största längd är 210 meter i nord-sydlig riktning. I omgivningarna runt Skingergrundet växer i huvudsak blandskog.